# Wilsberg: Schmeckt nach Mord
Schmeckt nach Mord ist die 76. Folge der Fernsehfilmreihe Wilsberg. Die Folge ist seit dem 24. September 2022 in der ZDFmediathek verfügbar und wurde erstmals am 1. Oktober 2022 im Samstagabendprogramm des ZDF ausgestrahlt.

## Handlung
Georg Wilsberg wird von Tessa Tilker damit beauftragt, im Veterinäramt herauszufinden, wer ihrem Mandanten, dem Fleischfabrikanten Thomas Heitbrink, Hygieneprobleme in seinem Unternehmen vorwirft. Georg schleicht sich als falscher Verbraucherschützer ins Veterinäramt ein und findet heraus, dass die Proben beim Marktführer Cena-Lab analysiert werden. Parallel ermittelt Overbeck wegen eines Einbruchs und Überfalls auf die bei Cena-Lab arbeitende Jasmin Rudolph, die in einer WG zusammen mit Heitbrinks Tochter Lea wohnt. So treffen beide Ermittelnden bei Cena-Lab zusammen, wo gerade ein Hackerangriff sämtliche Rechner lahmgelegt hat. Tessa offenbart Georg, dass sie Lea im Visier habe, die vegan lebe und nicht das beste Verhältnis zu ihrem Vater habe. Lea beauftragt ihrerseits Wilsberg, da sie ihren Vater hinter dem Überfall auf ihre Freundin Jasmin vermutet.
Als Heitbrink erstochen aufgefunden wird, deckt Georg mit Ekkis Unterstützung einiges über die Hintergründe auf. So habe Heitbrink einer Mitarbeiterin des Veterinäramts Verzögerungen vorgeworfen und mit Kündigung gedroht – die kann die Polizei aber als Verdächtige ausschließen. Cena-Lab habe nicht nur Analysen erstellt, sondern mit dem Projekt „Carnovo“, in dem Jasmin arbeitet, auch Fleischersatzentwicklung erforscht. Dies wäre eine Gefahr für Heitbrinks Fleischproduktion, sodass ihm eine Sabotage des Projekts in die Karten gespielt hätte. Dies macht Jasmin verdächtig, die gerade die Laborleitung übernommen hat und sich dadurch des möglichen Saboteurs Dr. Jan Redecker entledigen konnte. Es stellt sich in der Tat heraus, dass Redecker das Projekt sabotiert und den Hackerangriff inszeniert hat, um eigene Fehler zu vertuschen und wichtige Investoren nicht zu verlieren.
Da Lea Alleinerbin geworden ist und ihr die Firmenleitung übertragen wurde, plant sie eine Umstellung der Produktion auf Fleischersatz. Sie weiß allerdings nicht, dass Cena-Lab schon einen anderen Produzenten hat. Sie arrangiert ein Abendessen mit Jasmin; als jedoch Redecker vorbeikommt, um Jasmin etwas unterzuschieben, kommt es zu einem Kampf zwischen beiden, und als Jasmin, Georg und Ekki eintreffen, gibt Lea vor, dass Redecker geflüchtet sei. Georg findet diesen jedoch verletzt in einem Zimmer der Wohnung. Lea gesteht, dass sie ihren Vater erstochen hat, weil dieser sie enterben wollte und er keine Hoffnung in Jasmins Projekt gesetzt hatte.

## Produktion
Die Dreharbeiten fanden in der Zeit vom 16. März 2021 bis zum 21. Mai 2021 in Nordrhein-Westfalen statt.
Der Running Gag Bielefeld erfolgt in der 51. Minute, als sich Herr Dr. Döbber an der Rezeption von Cena-Lab vorstellt und sagt, er sei aus der Bielefelder Zentrale.
Am Ende und im Abspann der Episode ist der Titel Der Kommissar von Falco aus dem Jahr 1981 zu hören.

## Rezeption

### Kritik
Tilmann P. Gangloff gibt dem Film bei tittelbach.tv insgesamt 3,5 von 6 möglichen Sternen. Im Vergleich zu den raffinierten letzten Episoden sei dieser Wilsberg nur Durchschnitt, auch wenn die Handlung komplex sei und die Folge interessantes Personal zu bieten habe. Ein Problem sei, dass es trotz des interessanten Themas Fleischindustrie und Fleischersatz vordergründig vor allem um Animositäten und Ambitionen gehe. Einige von Overbecks philosophischen Monologen seien reizvoll.
Oliver Armknecht gibt der Wilsberg-Folge in seiner Besprechung bei film-rezensionen.de insgesamt 4 von 10 Punkten. Der Kritiker bemängelt, dass der Film zu wenig aus allem heraushole und dadurch einer der schlechteren Filme der neueren Folgen sei. Der Film verlasse sich auf bewährte Figurenkonstellationen und verpasse dadurch die Chance, etwas Interessantes zu erzählen – insgesamt ein ziemlich mäßiger Fernsehkrimi. Ehrlichere Titel wie „Schmeckt nach Langeweile“ oder alternativ „Schmeckt nach nichts“ wären auch in Ordnung gegangen.

### Einschaltquoten
Bei der Erstausstrahlung von Wilsberg: Schmeckt nach Mord am 1. Oktober 2022 verfolgten in Deutschland insgesamt 7,17 Millionen Zuschauer die Filmhandlung, was einem Marktanteil von 27,4 Prozent für das Zweite Deutschen Fernsehen entsprach. In der als Hauptzielgruppe für Fernsehwerbung deklarierten Altersgruppe von 14–49 Jahren erreichte Schmeckt nach Mord 0,62 Millionen Zuschauer und damit einen Marktanteil von 10,9 Prozent in dieser Altersgruppe.